# Saison 2019-2020 des Cavaliers de Cleveland
La saison 2019-2020 des Cavaliers de Cleveland est la 50e saison de la franchise en NBA.
L'équipe obtient le 5e choix de la draft 2019 de la NBA, avec lequel ils choisissent Darius Garland.
À l'aube de la saison, l'équipe signe John Beilein comme nouvel entraîneur, en provenance des Wolverines du Michigan de la NCAA. Cependant, en février 2020, avec un bilan de 14-40, Beilein est remplacé par J. B. Bickerstaff à la tête de l'équipe.
Durant la saison, la franchise récupère le contrat d'Andre Drummond, dans le cadre d'un échange avec John Henson et Brandon Knight.
La saison a été suspendue par les officiels de la ligue après les matchs du 11 mars  après l'annonce que Rudy Gobert était positif au COVID-19. Le 12 mars 2020, le président de la ligue Adam Silver annonce que le championnat est arrêté pour "au moins 30 jours".
À l'annonce de la reprise de la compétition de la NBA, pour le 31 juillet, la franchise n'a pas été retenue afin de participer à la fin de saison. Elle garde donc les statistiques et le bilan en date du 12 mars 2020, en ayant le second pire bilan de la ligue, derrière les Warriors de Golden State.

## Draft
| Tour | Choix | Joueur         | Poste | Nationalité | Provenance               |
| ---- | ----- | -------------- | ----- | ----------- | ------------------------ |
| 1    | 5     | Darius Garland | PG    | États-Unis  | Commodores de Vanderbilt |
| 1    | 26    | Dylan Windler  | SF    | États-Unis  | Bruins de Belmont        |

## Matchs

### Summer League
| Summer League Total: 2-6 |

| Match | Date match  | Équipe      | Score   | Meilleur marqueur    | Meilleur rebondeur  | Meilleur passeur    | Lieux                   | Série |
| ----- | ----------- | ----------- | ------- | -------------------- | ------------------- | ------------------- | ----------------------- | ----- |
| 1     | 1er juillet | San Antonio | D 93-98 | Dylan Windler (19)   | Dylan Windler (6)   | Naz Mitrou-Long (8) | Vivint Smart Home Arena | 0 - 1 |
| 2     | 2 juillet   | Utah        | D 71-86 | Naz Mitrou-Long (17) | Dylan Windler (8)   | Dylan Windler (5)   | Vivint Smart Home Arena | 0 - 2 |
| 3     | 3 juillet   | Memphis     | D 68-81 | Naz Mitrou-Long (12) | Naz Mitrou-Long (6) | Dean Wade (5)       | Vivint Smart Home Arena | 0 - 3 |

| Match | Date match | Équipe           | Score        | Meilleur marqueur    | Meilleur rebondeur    | Meilleur passeur     | Lieux                | Série |
| ----- | ---------- | ---------------- | ------------ | -------------------- | --------------------- | -------------------- | -------------------- | ----- |
| 1     | 5 juillet  | Minnesota        | D 75-85      | Dylan Windler (15)   | Dylan Windler (8)     | Naz Mitrou-Long (6)  | Cox Pavilion         | 0 - 1 |
| 2     | 7 juillet  | Chicago          | V 82-75      | Naz Mitrou-Long (21) | Lawrence, Wade (6)    | Naz Mitrou-Long (8)  | Thomas & Mack Center | 1 - 1 |
| 3     | 8 juillet  | Boston           | D 72-89      | Naz Mitrou-Long (13) | Marques Bolden (7)    | Naz Mitrou-Long (6)  | Thomas & Mack Center | 1 - 2 |
| 4     | 10 juillet | Nouvelle-Orléans | D 78-99      | Naz Mitrou-Long (19) | Dean Wade (8)         | Newman, Wade (3)     | Thomas & Mack Center | 1 - 3 |
| 5     | 12 juillet | Sacramento       | V 98-96 (OT) | Malik Newman (33)    | JaCorey Williams (11) | JaCorey Williams (4) | Cox Pavilion         | 2 - 3 |

### Pré-saison
| Pré-saison Total: 1-3 (Domicile : 1-1; Extérieur : 0-2) |

| Match | Date match | Équipe      | Score     | Meilleur marqueur        | Meilleur rebondeur    | Meilleur passeur        | Lieux                      | Série |
| ----- | ---------- | ----------- | --------- | ------------------------ | --------------------- | ----------------------- | -------------------------- | ----- |
| 1     | 7 octobre  | San Lorenzo | V 120-89  | Jordan Clarkson (17)     | Tristan Thompson (10) | Cedi Osman (5)          | Rocket Mortgage FieldHouse | 1 - 0 |
| 2     | 11 octobre | @ Détroit   | D 105-109 | Collin Sexton (24)       | Larry Nance, Jr. (11) | Matthew Dellavedova (4) | Little Caesars Arena       | 1 - 1 |
| 3     | 13 octobre | @ Boston    | D 72-118  | Sindarius Thornwell (12) | Jarell Martin (9)     | Collin Sexton (3)       | TD Garden                  | 1 - 2 |
| 4     | 15 octobre | Boston      | D 95-118  | Collin Sexton (20)       | Jarell Martin (7)     | Matthew Dellavedova (5) | Rocket Mortgage FieldHouse | 1 - 3 |

### Saison régulière
| Saison régulière Total: 19-46 (Domicile : 11-24; Extérieur : 8-21) |

| Match | Date match | Équipe      | Score     | Meilleur marqueur     | Meilleur rebondeur  | Meilleur passeur       | Lieux                      | Série |
| ----- | ---------- | ----------- | --------- | --------------------- | ------------------- | ---------------------- | -------------------------- | ----- |
| 1     | 23 octobre | @ Orlando   | D 85-94   | Sexton, Thompson (17) | Kevin Love (18)     | Darius Garland (5)     | Amway Center               | 0 - 1 |
| 2     | 26 octobre | Indiana     | V 110-99  | Tristan Thompson (25) | Love, Thompson (13) | Kevin Love (9)         | Rocket Mortgage FieldHouse | 1 - 1 |
| 3     | 28 octobre | @ Milwaukee | D 112-129 | Collin Sexton (18)    | Kevin Love (16)     | Clarkson, Thompson (4) | Fiserv Forum               | 1 - 2 |
| 4     | 30 octobre | Chicago     | V 117-111 | Tristan Thompson (23) | Kevin Love (20)     | Kevin Love (6)         | Rocket Mortgage FieldHouse | 2 - 2 |

| Match | Date match   | Équipe         | Score     | Meilleur marqueur     | Meilleur rebondeur    | Meilleur passeur        | Lieux                      | Série  |
| ----- | ------------ | -------------- | --------- | --------------------- | --------------------- | ----------------------- | -------------------------- | ------ |
| 5     | 1er novembre | @ Indiana      | D 95-102  | Kevin Love (22)       | Kevin Love (17)       | Jordan Clarkson (5)     | Bankers Life Fieldhouse    | 2 - 3  |
| 6     | 3 novembre   | Dallas         | D 111-131 | Kevin Love (29)       | Tristan Thompson (12) | Brandon Knight (6)      | Rocket Mortgage FieldHouse | 2 - 4  |
| 7     | 5 novembre   | Boston         | D 113-119 | Collin Sexton (21)    | Tristan Thompson (13) | Clarkson, Thompson (4)  | Rocket Mortgage FieldHouse | 2 - 5  |
| 8     | 8 novembre   | @ Washington   | V 113-100 | Tristan Thompson (21) | Love, Thompson (12)   | Darius Garland (6)      | Capital One Arena          | 3 - 5  |
| 9     | 10 novembre  | @ New York     | V 108-87  | Collin Sexton (31)    | Nance, Thompson (9)   | Darius Garland (6)      | Madison Square Garden      | 4 - 5  |
| 10    | 12 novembre  | @ Philadelphie | D 97-98   | Clarkson, Love (20)   | Tristan Thompson (12) | Collin Sexton (4)       | Wells Fargo Center         | 4 - 6  |
| 11    | 14 novembre  | Miami          | D 97-108  | Kevin Love (21)       | Kevin Love (10)       | Dellavedova, Porter (4) | Rocket Mortgage FieldHouse | 4 - 7  |
| 12    | 17 novembre  | Philadelphie   | D 95-114  | Collin Sexton (17)    | Tristan Thompson (9)  | Clarkson, Thompson (3)  | Rocket Mortgage FieldHouse | 4 - 8  |
| 13    | 18 novembre  | @ New York     | D 105-123 | Kevin Porter Jr. (18) | Cedi Osman (8)        | Jordan Clarkson (4)     | Madison Square Garden      | 4 - 9  |
| 14    | 20 novembre  | @ Miami        | D 100-124 | Kevin Love (25)       | Kevin Love (13)       | Matthew Dellavedova (5) | American Airlines Arena    | 4 - 10 |
| 15    | 22 novembre  | @ Dallas       | D 101-143 | Darius Garland (23)   | Tristan Thompson (8)  | Collin Sexton (5)       | American Airlines Center   | 4 - 11 |
| 16    | 23 novembre  | Portland       | V 110-104 | Jordan Clarkson (28)  | Nance, Osman (12)     | Cedi Osman (5)          | Rocket Mortgage FieldHouse | 5 - 11 |
| 17    | 25 novembre  | Brooklyn       | D 106-108 | Jordan Clarkson (23)  | Larry Nance, Jr. (13) | Kevin Porter Jr. (7)    | Rocket Mortgage FieldHouse | 5 - 12 |
| 18    | 27 novembre  | Orlando        | D 104-116 | Collin Sexton (20)    | Tristan Thompson (15) | Collin Sexton (6)       | Rocket Mortgage FieldHouse | 5 - 13 |
| 19    | 29 novembre  | Milwaukee      | D 110-119 | Darius Garland (21)   | Tristan Thompson (13) | Kevin Love (7)          | Rocket Mortgage FieldHouse | 5 - 14 |

| Match | Date match  | Équipe         | Score          | Meilleur marqueur     | Meilleur rebondeur    | Meilleur passeur        | Lieux                      | Série   |
| ----- | ----------- | -------------- | -------------- | --------------------- | --------------------- | ----------------------- | -------------------------- | ------- |
| 20    | 3 décembre  | Détroit        | D 94-127       | Collin Sexton (22)    | Tristan Thompson (14) | Larry Nance, Jr. (5)    | Rocket Mortgage FieldHouse | 5 - 15  |
| 21    | 6 décembre  | Orlando        | D 87-93        | Collin Sexton (19)    | Larry Nance, Jr. (11) | Tristan Thompson (5)    | Rocket Mortgage FieldHouse | 5 - 16  |
| 22    | 7 décembre  | @ Philadelphie | D 94-141       | Darius Garland (17)   | Kevin Love (7)        | Porter, Thompson (4)    | Wells Fargo Center         | 5 - 17  |
| 23    | 9 décembre  | @ Boston       | D 88-110       | Jordan Clarkson (19)  | Tristan Thompson (11) | Matthew Dellavedova (4) | TD Garden                  | 5 - 18  |
| 24    | 11 décembre | Houston        | D 110-116      | Kevin Porter Jr. (24) | Kevin Love (11)       | Cedi Osman (7)          | TD Garden                  | 5 - 19  |
| 25    | 12 décembre | @ San Antonio  | V 117-109 (OT) | Kevin Love (30)       | Kevin Love (17)       | Darius Garland (5)      | AT&T Center                | 6 - 19  |
| 26    | 14 décembre | @ Milwaukee    | D 108-125      | Kevin Porter Jr. (15) | Kevin Love (10)       | Darius Garland (5)      | Fiserv Forum               | 6 - 20  |
| 27    | 16 décembre | @ Toronto      | D 113-133      | Collin Sexton (25)    | Tristan Thompson (8)  | Henson, Garland (5)     | Scotiabank Arena           | 6 - 21  |
| 28    | 18 décembre | Charlotte      | V 100-98       | Collin Sexton (23)    | Kevin Love (14)       | Kevin Love (7)          | Rocket Mortgage FieldHouse | 7 - 21  |
| 29    | 20 décembre | Memphis        | V 114-107      | Jordan Clarkson (33)  | Tristan Thompson (15) | Matthew Dellavedova (8) | Rocket Mortgage FieldHouse | 8 - 21  |
| 30    | 23 décembre | Atlanta        | V 121-118      | Collin Sexton (25)    | Tristan Thompson (10) | Kevin Love (5)          | Rocket Mortgage FieldHouse | 9 - 21  |
| 31    | 27 décembre | @ Boston       | D 117-129      | Kevin Love (30)       | Love, Thompson (7)    | Matthew Dellavedova (6) | TD Garden                  | 9 - 22  |
| 32    | 28 décembre | @ Minnesota    | V 94-88        | Garland, Sexton (18)  | Tristan Thompson (15) | Garland, Thompson (3)   | Target Center              | 10 - 22 |
| 33    | 31 décembre | @ Toronto      | D 97-117       | Collin Sexton (22)    | Love, Thompson (11)   | Trois joueurs (4)       | Scotiabank Arena           | 10 - 23 |

| Match | Date match | Équipe              | Score          | Meilleur marqueur     | Meilleur rebondeur    | Meilleur passeur        | Lieux                      | Série   |
| ----- | ---------- | ------------------- | -------------- | --------------------- | --------------------- | ----------------------- | -------------------------- | ------- |
| 34    | 2 janvier  | Charlotte           | D 106-109      | Collin Sexton (21)    | Tristan Thompson (11) | Darius Garland (8)      | Rocket Mortgage FieldHouse | 10 - 24 |
| 35    | 4 janvier  | Oklahoma City       | D 106-121      | Collin Sexton (30)    | Tristan Thompson (14) | Darius Garland (7)      | Rocket Mortgage FieldHouse | 10 - 25 |
| 36    | 5 janvier  | Minnesota           | D 103-118      | Dante Exum (28)       | Ante Žižić (12)       | Henson, Knight (3)      | Rocket Mortgage FieldHouse | 10 - 26 |
| 37    | 7 janvier  | Détroit             | D 113-115      | Kevin Love (30)       | Tristan Thompson (15) | Matthew Dellavedova (9) | Rocket Mortgage FieldHouse | 10 - 27 |
| 38    | 9 janvier  | @ Détroit           | V 115-112 (OT) | Tristan Thompson (35) | Tristan Thompson (14) | Darius Garland (7)      | Little Caesars Arena       | 11 - 27 |
| 39    | 11 janvier | @ Denver            | V 111-103      | Collin Sexton (25)    | Kevin Love (15)       | Darius Garland (8)      | Pepsi Center               | 12 - 27 |
| 40    | 13 janvier | @ L.A. Lakers       | D 99-128       | Kevin Love (21)       | Kevin Love (11)       | Garland, Sexton (4)     | Staples Center             | 12 - 28 |
| 41    | 14 janvier | @ L.A. Clippers     | D 103-128      | Collin Sexton (25)    | Thompson, Wade (8)    | Darius Garland (10)     | Staples Center             | 12 - 29 |
| 42    | 17 janvier | @ Memphis           | D 109-113      | Collin Sexton (28)    | Alfonzo McKinnie (10) | Garland, Sexton (6)     | FedExForum                 | 12 - 30 |
| 43    | 18 janvier | @ Chicago           | D 116-118      | Kevin Love (29)       | Tristan Thompson (8)  | Kevin Love (6)          | United Center              | 12 - 31 |
| 44    | 20 janvier | New York            | D 86-106       | Collin Sexton (17)    | Tristan Thompson (22) | Collin Sexton (4)       | Rocket Mortgage FieldHouse | 12 - 32 |
| 45    | 23 janvier | Washington          | D 112-124      | Collin Sexton (29)    | Larry Nance, Jr. (12) | Cedi Osman (5)          | Rocket Mortgage FieldHouse | 12 - 33 |
| 46    | 25 janvier | Chicago             | D 106-118      | Kevin Love (20)       | Love, Nance (11)      | Osman, Thompson (6)     | Rocket Mortgage FieldHouse | 12 - 34 |
| 47    | 27 janvier | @ Détroit           | V 115-100      | Collin Sexton (23)    | Tristan Thompson (11) | Collin Sexton (5)       | Little Caesars Arena       | 13 - 34 |
| 48    | 28 janvier | La Nouvelle-Orléans | D 111-125      | Collin Sexton (24)    | Larry Nance, Jr. (11) | Larry Nance, Jr. (7)    | Rocket Mortgage FieldHouse | 13 - 35 |
| 49    | 30 janvier | Toronto             | D 109-115      | Love, Sexton (23)     | Tristan Thompson (12) | Darius Garland (8)      | Rocket Mortgage FieldHouse | 13 - 36 |

| Match                  | Date match  | Équipe                | Score          | Meilleur marqueur     | Meilleur rebondeur    | Meilleur passeur        | Lieux                      | Série   |
| ---------------------- | ----------- | --------------------- | -------------- | --------------------- | --------------------- | ----------------------- | -------------------------- | ------- |
| 50                     | 1er février | Golden State          | D 112-131      | Collin Sexton (23)    | Love, Thompson (11)   | Kevin Love (5)          | Rocket Mortgage FieldHouse | 13 - 37 |
| 51                     | 3 février   | New York              | D 134-139 (OT) | Kevin Love (33)       | Kevin Love (13)       | Collin Sexton (7)       | Rocket Mortgage FieldHouse | 13 - 38 |
| 52                     | 5 février   | @ Oklahoma City       | D 103-109      | Collin Sexton (23)    | John Henson (11)      | Darius Garland (6)      | Chesapeake Energy Arena    | 13 - 39 |
| 56                     | 9 février   | L.A. Clippers         | D 92-133       | Andre Drummond (19)   | Andre Drummond (14)   | Darius Garland (6)      | Rocket Mortgage FieldHouse | 13 - 40 |
| 54                     | 12 février  | Atlanta               | V 127-105      | Tristan Thompson (27) | Andre Drummond (15)   | Darius Garland (7)      | Rocket Mortgage FieldHouse | 14 - 40 |
| NBA All-Star Game 2020 |             |                       |                |                       |                       |                         |                            |         |
| 55                     | 21 février  | @ Washington          | V 113-108      | Collin Sexton (25)    | Andre Drummond (12)   | Garland, Thompson (4)   | Capital One Arena          | 15 - 40 |
| 56                     | 22 février  | @ Miami               | D 105-124      | Cedi Osman (19)       | Dante Exum (8)        | Collin Sexton (9)       | American Airlines Arena    | 15 - 41 |
| 57                     | 24 février  | Miami                 | V 125-119 (OT) | Kevin Porter Jr. (30) | Kevin Love (14)       | Darius Garland (7)      | Rocket Mortgage FieldHouse | 16 - 41 |
| 58                     | 26 février  | Philadelphie          | V 108-94       | Collin Sexton (28)    | Larry Nance, Jr. (15) | Love, Porter (6)        | Rocket Mortgage FieldHouse | 17 - 41 |
| 59                     | 28 février  | @ La Nouvelle-Orléans | D 104-116      | Collin Sexton (31)    | Kevin Love (7)        | Matthew Dellavedova (6) | Smoothie King Center       | 17 - 42 |
| 60                     | 29 février  | Indiana               | D 104-113      | Andre Drummond (27)   | Andre Drummond (13)   | Kevin Love (7)          | Rocket Mortgage FieldHouse | 17 - 43 |

| Match | Date match | Équipe      | Score          | Meilleur marqueur   | Meilleur rebondeur    | Meilleur passeur         | Lieux                      | Série   |
| ----- | ---------- | ----------- | -------------- | ------------------- | --------------------- | ------------------------ | -------------------------- | ------- |
| 61    | 2 mars     | Utah        | D 113-126      | Collin Sexton (32)  | Kevin Love (9)        | Matthew Dellavedova (9)  | Rocket Mortgage FieldHouse | 17 - 44 |
| 62    | 4 mars     | Boston      | D 106-112      | Collin Sexton (41)  | Larry Nance, Jr. (15) | Collin Sexton (6)        | Rocket Mortgage FieldHouse | 17 - 45 |
| 63    | 7 mars     | Denver      | V 104-102      | Kevin Love (27)     | Tristan Thompson (13) | Matthew Dellavedova (14) | Rocket Mortgage FieldHouse | 18 - 45 |
| 64    | 8 mars     | San Antonio | V 132-129 (OT) | Andre Drummond (28) | Kevin Love (18)       | Matthew Dellavedova (11) | Rocket Mortgage FieldHouse | 19 - 45 |
| 65    | 10 mars    | @ Chicago   | D 103-108      | Collin Sexton (26)  | Kevin Love (8)        | Matthew Dellavedova (8)  | United Center              | 19 - 46 |

| Match | Date match | Équipe         | Score | Meilleur marqueur | Meilleur rebondeur | Meilleur passeur | Lieux                      | Série |
| ----- | ---------- | -------------- | ----- | ----------------- | ------------------ | ---------------- | -------------------------- | ----- |
| 66    | Annulé     | @ Charlotte    |       |                   |                    |                  | Spectrum Center            | -     |
| 67    | Annulé     | @ Atlanta      |       |                   |                    |                  | State Farm Arena           | -     |
| 68    | Annulé     | @ Houston      |       |                   |                    |                  | Toyota Center              | -     |
| 69    | Annulé     | @ Orlando      |       |                   |                    |                  | Amway Center               | -     |
| 70    | Annulé     | @ Indiana      |       |                   |                    |                  | Bankers Life Fieldhouse    | -     |
| 71    | Annulé     | Sacramento     |       |                   |                    |                  | Rocket Mortgage FieldHouse | -     |
| 72    | Annulé     | L.A. Lakers    |       |                   |                    |                  | Rocket Mortgage FieldHouse | -     |
| 73    | Annulé     | @ Brooklyn     |       |                   |                    |                  | Barclays Center            | -     |
| 74    | Annulé     | Phoenix        |       |                   |                    |                  | Rocket Mortgage FieldHouse | -     |
| 75    | Annulé     | @ Utah         |       |                   |                    |                  | Vivint Smart Home Arena    | -     |
| 76    | Annulé     | @ Phoenix      |       |                   |                    |                  | Talking Stick Resort Arena | -     |
| 77    | Annulé     | @ Sacramento   |       |                   |                    |                  | Golden 1 Center            | -     |
| 78    | Annulé     | @ Portland     |       |                   |                    |                  | Moda Center                | -     |
| 79    | Annulé     | @ Golden State |       |                   |                    |                  | Chase Center               | -     |
| 80    | Annulé     | Milwaukee      |       |                   |                    |                  | Rocket Mortgage FieldHouse | -     |
| 81    | Annulé     | Brooklyn       |       |                   |                    |                  | Rocket Mortgage FieldHouse | -     |
| 82    | Annulé     | @ Atlanta      |       |                   |                    |                  | State Farm Arena           | -     |

### Confrontations en saison régulière
| Conférence Est      | Conférence Est                             | Conférence Est                             | Conférence Est                             | Conférence Est                             | Conférence Ouest                           | Conférence Ouest                           | Conférence Ouest                           |
| Division Atlantique | Division Atlantique                        | Division Atlantique                        | Division Atlantique                        | Division Atlantique                        | Division Nord-Ouest                        | Division Nord-Ouest                        | Division Nord-Ouest                        |
| Équipe              | Domicile                                   | Domicile                                   | Extérieur                                  | Extérieur                                  | Équipe                                     | Domicile                                   | Extérieur                                  |
| ------------------- | ------------------------------------------ | ------------------------------------------ | ------------------------------------------ | ------------------------------------------ | ------------------------------------------ | ------------------------------------------ | ------------------------------------------ |
| Boston              | 113-119                                    | 106-112                                    | 88-110                                     | 117-129                                    | Denver                                     | 104-102                                    | 111-103                                    |
| Brooklyn            | 106-108                                    |                                            |                                            |                                            | Minnesota                                  | 103-118                                    | 94-88                                      |
| New York            | 86-106                                     | 134-139 (OT)                               | 108-87                                     | 105-123                                    | Oklahoma City                              | 106-121                                    | 103-109                                    |
| Philadelphie        | 95-114                                     | 108-94                                     | 97-98                                      | 94-141                                     | Portland                                   | 110-104                                    |                                            |
| Toronto             | 109-115                                    |                                            | 113-133                                    | 97-117                                     | Utah                                       | 113-126                                    |                                            |
|                     | 1-7                                        | 1-7                                        | 1-7                                        | 1-7                                        |                                            | 2-3                                        | 2-1                                        |
| Division            | 2-14                                       | 2-14                                       | 2-14                                       | 2-14                                       | Division                                   | 4-4                                        | 4-4                                        |
| Division Centrale   | Division Centrale                          | Division Centrale                          | Division Centrale                          | Division Centrale                          | Division Pacifique                         | Division Pacifique                         | Division Pacifique                         |
| Équipe              | Domicile                                   | Domicile                                   | Extérieur                                  | Extérieur                                  | Équipe                                     | Domicile                                   | Extérieur                                  |
| Chicago             | 117-111                                    | 106-118                                    | 116-118                                    | 103-108                                    | Golden State                               | 112-131                                    |                                            |
|                     |                                            |                                            |                                            |                                            | L.A. Clippers                              | 92-133                                     | 103-128                                    |
| Detroit             | 94-127                                     | 113-115                                    | 115-112 (OT)                               | 115-100                                    | L.A. Lakers                                |                                            | 99-128                                     |
| Indiana             | 110-99                                     | 104-113                                    | 95-102                                     |                                            | Phoenix                                    |                                            |                                            |
| Milwaukee           | 110-119                                    |                                            | 112-129                                    | 108-125                                    | Sacramento                                 |                                            |                                            |
|                     | 2-5                                        | 2-5                                        | 2-5                                        | 2-5                                        |                                            | 0-2                                        | 0-2                                        |
| Division            | 4-10                                       | 4-10                                       | 4-10                                       | 4-10                                       | Division                                   | 0-4                                        | 0-4                                        |
| Division Sud-Est    | Division Sud-Est                           | Division Sud-Est                           | Division Sud-Est                           | Division Sud-Est                           | Division Sud-Ouest                         | Division Sud-Ouest                         | Division Sud-Ouest                         |
| Équipe              | Domicile                                   | Domicile                                   | Extérieur                                  | Extérieur                                  | Équipe                                     | Domicile                                   | Extérieur                                  |
| Atlanta             | 121-118                                    | 127-105                                    |                                            |                                            | Dallas                                     | 111-131                                    | 101-143                                    |
| Charlotte           | 100-98                                     | 106-109                                    |                                            |                                            | Houston                                    | 110-116                                    |                                            |
| Miami               | 97-108                                     | 125-119 (OT)                               | 100-124                                    | 105-124                                    | Memphis                                    | 114-107                                    | 109-113                                    |
| Orlando             | 104-116                                    | 87-93                                      | 85-94                                      |                                            | New Orleans                                | 111-125                                    | 104-116                                    |
| Washington          | 112-124                                    |                                            | 113-100                                    | 113-108                                    | San Antonio                                | 132-129 (OT)                               | 117-109 (OT)                               |
|                     | 4-5                                        | 4-5                                        | 2-3                                        | 2-3                                        |                                            | 2-3                                        | 1-3                                        |
| Division            | 6-8                                        | 6-8                                        | 6-8                                        | 6-8                                        | Division                                   | 3-6                                        | 3-6                                        |
| Conférence          | 12-32 (Domicile : 7-17; Extérieur : 5-15)  | 12-32 (Domicile : 7-17; Extérieur : 5-15)  | 12-32 (Domicile : 7-17; Extérieur : 5-15)  | 12-32 (Domicile : 7-17; Extérieur : 5-15)  | Conférence                                 | 7-14 (Domicile : 4-8; Extérieur : 3-6)     | 7-14 (Domicile : 4-8; Extérieur : 3-6)     |
| Total               | 19-46 (Domicile : 11-25; Extérieur : 8-21) | 19-46 (Domicile : 11-25; Extérieur : 8-21) | 19-46 (Domicile : 11-25; Extérieur : 8-21) | 19-46 (Domicile : 11-25; Extérieur : 8-21) | 19-46 (Domicile : 11-25; Extérieur : 8-21) | 19-46 (Domicile : 11-25; Extérieur : 8-21) | 19-46 (Domicile : 11-25; Extérieur : 8-21) |

## Classements de la saison régulière
| Conférence Est | Conférence Est         | Conférence Est | Conférence Est | Conférence Est | Conférence Est | Conférence Est | Conférence Est |
| No             | Franchise              | Vic.           | Déf.           | MJ             | V/D            | GB             |                |
| -------------- | ---------------------- | -------------- | -------------- | -------------- | -------------- | -------------- | -------------- |
| 1              | Bucks de Milwaukee     | 56             | 17             | 73             | .767           | –              |                |
| 2              | Raptors de Toronto     | 53             | 19             | 72             | .736           | 2.5            |                |
| 3              | Celtics de Boston      | 48             | 24             | 72             | .667           | 7.5            |                |
| 4              | Pacers de l'Indiana    | 45             | 28             | 73             | .616           | 11             |                |
| 5              | Heat de Miami          | 44             | 29             | 73             | .603           | 12             |                |
| 6              | 76ers de Philadelphie  | 43             | 30             | 73             | .589           | 13             |                |
| 7              | Nets de Brooklyn       | 35             | 37             | 72             | .486           | 20.5           |                |
| 8              | Magic d'Orlando        | 33             | 40             | 73             | .452           | 23             |                |
|                |                        |                |                |                |                |                |                |
| 9              | Wizards de Washington¹ | 25             | 47             | 72             | .347           | 30.5           |                |
| 10             | Hornets de Charlotte   | 23             | 42             | 65             | .354           | 29             |                |
| 11             | Bulls de Chicago       | 22             | 43             | 65             | .338           | 30             |                |
| 12             | Knicks de New York     | 21             | 45             | 66             | .318           | 31.5           |                |
| 13             | Pistons de Détroit     | 20             | 46             | 66             | .303           | 32.5           |                |
| 14             | Hawks d'Atlanta        | 20             | 47             | 67             | .299           | 33             |                |
| 15             | Cavaliers de Cleveland | 19             | 46             | 65             | .292           | 33             |                |

| Division Centrale      | V  | D  | MJ | V/D  | GB   | Dom   | Ext   | Div  |
| ---------------------- | -- | -- | -- | ---- | ---- | ----- | ----- | ---- |
| Bucks de Milwaukee     | 56 | 17 | 73 | .767 | –    | 30–5  | 26–12 | 13–1 |
| Pacers de l'Indiana    | 45 | 28 | 73 | .616 | 11   | 25–11 | 20–17 | 8–7  |
| Bulls de Chicago       | 22 | 43 | 65 | .338 | 30   | 14–20 | 8–23  | 7–9  |
| Pistons de Détroit     | 20 | 46 | 66 | .303 | 32.5 | 11–22 | 9–24  | 5–10 |
| Cavaliers de Cleveland | 19 | 46 | 65 | .292 | 33   | 11–25 | 8–21  | 4–10 |

## Effectif
| Cavaliers de Cleveland Effectif actuel                         |    |                        |                         |                               |
| Entraîneur : J. B. Bickerstaff                                 |    |                        |                         |                               |
| Ailier fort / Pivot                                            | -  | Drapeau des États-Unis | Jordan Bell             | Oregon                        |
| Meneur / Arrière                                               | 18 | Drapeau de l'Australie | Matthew Dellavedova     | Saint Mary's                  |
| Pivot                                                          | 3  | Drapeau des États-Unis | Andre Drummond          | Connecticut                   |
| Meneur                                                         | 1  | Drapeau de l'Australie | Dante Exum              | Australian Institute of Sport |
| Meneur                                                         | 10 | Drapeau des États-Unis | Darius Garland (R)      | Vanderbilt                    |
| Ailier fort / Pivot                                            | 0  | Drapeau des États-Unis | Kevin Love              | UCLA                          |
| Arrière / Ailier                                               | 5  | Drapeau des États-Unis | Sheldon Mac             | Miami                         |
| Ailier                                                         | 28 | Drapeau des États-Unis | Alfonzo McKinnie        | Green Bay (en)                |
| Arrière                                                        | 3  | Drapeau des États-Unis | Matt Mooney (R) (TW)    | Texas Tech                    |
| Ailier fort / Pivot                                            | 22 | Drapeau des États-Unis | Larry Nance, Jr.        | Wyoming                       |
| Ailier                                                         | 16 | Drapeau de la Turquie  | Cedi Osman              | Anadolu Efes                  |
| Arrière / Ailier                                               | 15 | Drapeau des États-Unis | Sir'Dominic Pointer (R) | Saint John                    |
| Arrière / Ailier                                               | 4  | Drapeau des États-Unis | Kevin Porter Jr. (R)    | USC                           |
| Meneur / Arrière                                               | 2  | Drapeau des États-Unis | Collin Sexton           | Alabama                       |
| Ailier fort / Pivot                                            | 13 | Drapeau du Canada      | Tristan Thompson        | Texas                         |
| Ailier fort                                                    | 32 | Drapeau des États-Unis | Dean Wade (R)           | Kansas State                  |
| Arrière / Ailier                                               | 9  | Drapeau des États-Unis | Dylan Windler (R)       | Belmont                       |
| Pivot                                                          | 41 | Drapeau de la Croatie  | Ante Žižić              | Cibona Zagreb                 |
| (C) - Capitaine, (R) - Rookie, (TW) - Two-way contract, Blessé |    |                        |                         |                               |

## Récompenses durant la saison
Récapitulatif des récompenses obtenues par les joueurs de l'équipe durant la saison.
| Date       | Joueur        | Récompense                            |
| ---------- | ------------- | ------------------------------------- |
| 14 février | Collin Sexton | ☆ Rising Stars Challenge - Team USA ☆ |

## Transactions
Le détail des différents contrats signés par l'équipe est disponible dans la section supérieure des contrats des joueurs, avec les montants des salaires.

### Échanges
| Juin        | Juin | Juin | Juin  |
| ----------- | --- | --- | ----- |
| 26 juin     | Vers les Cavaliers de Cleveland - Droits sur Kevin Porter Jr. (#30)                                                                     | Vers les Pistons de Détroit - Second tour de draft 2020 (de Utah) - Second tour de draft 2021 (de Portland) - Second tour de draft 2023 (de Portland) - Second tour de draft protégé 2024 (de Miami) - Compensation financière de 5 000 000 $ | [ 6 ] |
| Décembre    | | |       |
| 24 décembre | Vers les Cavaliers de Cleveland - Dante Exum - Second tour de draft 2022 (de San Antonio) - Second tour de draft 2023 (de Golden State) | Vers le Jazz de l'Utah - Jordan Clarkson | [ 7 ] |
| Février     | | |       |
| 6 février   | Vers les Cavaliers de Cleveland - Andre Drummond                                                                                        | Vers les Pistons de Détroit - John Henson - Brandon Knight - Second tour de draft 2023 | [ 8 ] |

### Changement d’entraîneur
| Date       | Ancien entraîneur | Raison départ          | Date de signature | Nouvel entraîneur | Provenance                                              |
| ---------- | ----------------- | ---------------------- | ----------------- | ----------------- | ------------------------------------------------------- |
| 11/04/2019 | Larry Drew        | Résiliation de contrat | 13/05/2019        | John Beilein      | Wolverines du Michigan (NCAA)                           |
| 19/02/2020 | John Beilein      | Résiliation de contrat | 19/02/2020        | J. B. Bickerstaff | Cavaliers de Cleveland (Entraîneur assistant 2019-2020) |

### Options dans les contrats
| Date       | Joueur        | Option                                                                          |
| ---------- | ------------- | ------------------------------------------------------------------------------- |
| 29/10/2019 | Collin Sexton | Cleveland exerce leur option d'équipe de 4 991 880 $ pour la saison 2020-2021.  |
| 31/10/2019 | Ante Žižić    | Cleveland décline leur option d'équipe de 3 872 215 $ pour la saison 2020-2021. |

## Arrivées

### Draft
| Date       | Joueur                 | Provenance                      |
| ---------- | ---------------------- | ------------------------------- |
| 01/07/2019 | Darius Garland (#5)    | Commodores de Vanderbilt (NCAA) |
| 01/07/2019 | Dylan Windler (#26)    | Bruins de Belmont (NCAA)        |
| 03/07/2019 | Kevin Porter Jr. (#30) | Trojans d'USC (NCAA)            |

### Agents libres
| Date       | Joueur                  | Provenance                                               |
| ---------- | ----------------------- | -------------------------------------------------------- |
| 05/08/2019 | Malik Newman            | Charge de Canton (G-League)                              |
| 05/08/2019 | Levi Randolph           | Charge de Canton (G-League)                              |
| 16/08/2019 | Jarell Martin           | Magic d'Orlando                                          |
| 19/08/2019 | Alex Robinson           | Horned Frogs de TCU (NCAA)                               |
| 03/09/2019 | Daniel Hamilton         | Vipers de Rio Grande Valley (G-League)                   |
| 03/09/2019 | Marques Bolden          | Blue Devils de Duke (NCAA)                               |
| 03/09/2019 | Sindarius Thornwell     | Clippers de Los Angeles                                  |
| 03/09/2019 | J. P. Macura            | Hornets de Charlotte                                     |
| 23/09/2019 | Timothé Luwawu-Cabarrot | Bulls de Chicago                                         |
| 21/10/2019 | Alfonzo McKinnie        | Warriors de Golden State (Claimed off waivers)           |
| 03/01/2020 | Tyler Cook              | Cavaliers de Cleveland (Two-way contract)                |
| 08/02/2020 | Alfonzo McKinnie        | Cavaliers de Cleveland (Après deux contrats de 10 jours) |
| 29/06/2019 | Dean Wade               | Cavaliers de Cleveland (Two-way contract)                |
| 29/06/2020 | Jordan Bell             | Go-Go de Capital City (G-League)                         |

### Contrats de 10 jours
| Date       | Joueur              | Provenance                                          |
| ---------- | ------------------- | --------------------------------------------------- |
| 09/01/2020 | Tyler Cook          | Cavaliers de Cleveland (libéré le 6 janvier)        |
| 09/01/2020 | Alfonzo McKinnie    | Cavaliers de Cleveland (libéré le 6 janvier)        |
| 20/01/2020 | Tyler Cook          | Cavaliers de Cleveland (second contrat de 10 jours) |
| 23/01/2020 | Alfonzo McKinnie    | Cavaliers de Cleveland (second contrat de 10 jours) |
| 30/01/2020 | Marques Bolden      | Charge de Canton (G League)                         |
| 09/02/2020 | J. P. Macura        | Charge de Canton (G League)                         |
| 09/02/2020 | Malik Newman        | Charge de Canton (G League)                         |
| 04/03/2020 | Sir'Dominic Pointer | Charge de Canton (G League)                         |
| 09/03/2020 | Sheldon Mac         | Charge de Canton (G League)                         |

### Two-way contracts
| Date       | Joueur        | Provenance                              |
| ---------- | ------------- | --------------------------------------- |
| 01/07/2019 | Dean Wade     | Wildcats de Kansas State (NCAA)         |
| 18/10/2019 | Tyler Cook    | Nuggets de Denver (Claimed off waivers) |
| 06/01/2020 | Levi Randolph | Charge de Canton (G League)             |
| 15/01/2020 | Matt Mooney   | Hustle de Memphis (G League)            |

## Départs

### Agents libres
| Date       | Joueur            | Nouvelle équipe          |
| ---------- | ----------------- | ------------------------ |
| 01/07/2019 | Deng Adel         | Nets de Brooklyn         |
| 01/07/2019 | Jaron Blossomgame | Rockets de Houston       |
| 01/07/2019 | Marquese Chriss   | Warriors de Golden State |
| 01/07/2019 | Channing Frye     | Retraite                 |
| 01/07/2019 | David Nwaba       | Nets de Brooklyn         |
| 01/07/2019 | Cameron Payne     | Raptors de Toronto       |
| 01/07/2019 | Nik Stauskas      | Saski Baskonia           |

### Joueurs coupés
| Date       | Joueur           | Nouvelle équipe ¹           |
| ---------- | ---------------- | --------------------------- |
| 15/07/2019 | J. R. Smith      | Lakers de Los Angeles       |
| 03/09/2019 | Malik Newman     |                             |
| 03/09/2019 | Levi Randolph    | Cavaliers de Cleveland      |
| 23/09/2019 | Alex Robinson    | Cavaliers de Cleveland      |
| 06/01/2020 | Tyler Cook       | Cavaliers de Cleveland      |
| 06/01/2020 | Alfonzo McKinnie | Cavaliers de Cleveland      |
| 12/01/2020 | Levi Randolph    | Charge de Canton (G League) |
| 14/01/2020 | J. P. Macura     |                             |

¹ Il s'agit de l’équipe pour laquelle le joueur a signé après son départ, il a pu entre-temps changer d'équipe ou encore de pays.

### Joueurs non retenus au training camp
| Joueur                  |
| ----------------------- |
| Marques Bolden          |
| Daniel Hamilton         |
| Timothé Luwawu-Cabarrot |
| J. P. Macura            |
| Jarell Martin           |
| Sir'Dominic Pointer     |
| Sindarius Thornwell     |

## Situation à la fin de saison

### Joueurs "agents libres"
| Joueur              | Fin de saison         |
| ------------------- | --------------------- |
| Matthew Dellavedova | Agent libre           |
| Matt Mooney         | Agent libre restreint |
| Tristan Thompson    | Agent libre           |
| Ante Žižić          | Agent libre           |

### Options en fin de saison
| Joueur         | Fin de saison  |
| -------------- | -------------- |
| Andre Drummond | Option joueur. |